# Кулюк Леонід Федорович
Леонід Федорович Кулюк (19 липня 1926, місто Бєльці, тепер Молдова — ?) — молдавський радянський діяч, міністр культури Молдавської РСР, голова Державного комітету із радіо та телебачення Молдавської РСР, 1-й секретар Бельцького райкому КП Молдавії. Член ЦК КП Молдавії в 1960—1963 та 1966—1976 роках. Депутат Верховної Ради Молдавської РСР 7—8-го скликань. Депутат Верховної Ради СРСР 6-го скликання.

## Біографія
З 1944 року працював вчителем семирічної школи, бухгалтером, шофером.
Після закінчення вчительського інституту — директор семирічної школи в Молдавській РСР.
Член КПРС з 1952 року.
З 1953 року — заступник голови виконавчого комітету районної ради депутатів трудящих Молдавської РСР; 2-й секретар Лазовського районного комітету КП Молдавії.
У 1958 році закінчив Тираспольський державний педагогічний інститут імені Тараса Шевченка.
У 1959—1962 роках — 1-й секретар Бельцького районного комітету КП Молдавії.
У 1962—1963 роках працював в апараті ЦК КП Молдавії.
У 1963—1965 роках — слухач Вищої партійної школи при ЦК КПРС у Москві.
9 жовтня 1965 — 12 квітня 1967 року — голова Державного комітету із радіо та телебачення Молдавської РСР.
12 квітня 1967 — 13 липня 1973 року — міністр культури Молдавської РСР.
У липні 1973 — після 1983 року — заступник голови Держплану Молдавської РСР.
Подальша доля невідома.

## Нагороди
- орден Трудового Червоного Прапора
- медалі